# Erb Range
L'Erb Range è un'aspra catena montuosa antartica, che si innalza fino a 2.240 m, situata tra il Ghiacciaio Kosco e il Ghiacciaio Shackleton, nei Monti della Regina Maud, in Antartide. Si estende verso nord dalle Anderson Heights fino al Monte Speed, sul fianco occidentale della Barriera di Ross.
La catena montuosa fu fotografata dagli aerei della United States Antarctic Service Expedition, 1939–41, e successivamente ispezionata dal geofisico Albert P. Crary, che guidava la traversata americana della Barriera di Ross nel 1957-58 in occasione dell'Anno geofisico internazionale. 
La denominazione è stata assegnata dall'Advisory Committee on Antarctic Names (US-ACAN) nel 2008 in onore di Karl A. Erb, che svolse un ruolo importante alla guida dell'United States Antarctic Program sia come Senior Science Advisor della National Science Foundation (NSF) alla metà degli anni 1990, che come direttore dell'Ufficio per i Programmi Polari dal 1998 al 2007 e oltre. Durante il suo mandato come Senior Science Advisor guidò la NSF nel processo per l'ottenimento dei fondi del Congresso degli USA per dare un nuovo impulso alla Base Amundsen-Scott.